# Здрагалова, Никола
Никола «Ники» Здрагалова (чеш. Nikola Zdráhalová; род. 1 апреля 1996 года, Двур-Кралове-над-Лабем, Чехия) — чешская конькобежка, многократный призёр локальных и международных соревнований. Участница зимних Олимпийских игр 2018 и 2022 года.

## Биография
Никола Здрагалова с четырёхлетнего возраста занималась хоккеем на льду и играла за пражскую "Славию" и "Представительство", а её отец был хоккейным тренером Видя успехи дочери на льду её мама написала письмо Петру Новаку, чтобы тот взял Николу в свой тренировочный штаб. Спустя два года он пригласил на пробы Здрагалову. 
С 2011 года, в возрасте 15 лет она стала заниматься конькобежным спортом и по настоящее время профессионально тренируется на базе клуба «NowiS Team — KRS Svratka». Помимо конькобежного спорта, Здрагалова профессионально занимается велоспортом и представляла Чехию на чемпионате мира по шоссейным велогонкам 2014 года. 
В 2012 году Никола дебютировала на юниорском Кубке мира и участвовала на зимних юношеских Олимпийских играх в Инсбруке и в забеге на 500 м заняла 8-е место. С сезона 2012/13 участвовала на юниорских чемпионатах мира, где она  заняла лучшее 4-е место в 2015 году на дистанции 1500 м. С 2014 года представляла Чехию на чемпионатах Европы по конькобежному спорту. В 2015 году впервые участвовала на чемпионате мира в Херенвене, где заняла 11-е место в масс-старте.
Через год на чемпионате мира на отдельных дистанциях в Коломне заняла 23-е место в забеге на 1000 м, 7-е в командной гонке и 18-е в масс-старте. В 2017 году Здрагалова стала 17-й в многоборье на чемпионате мира в Хамаре.
Лучший свой результат она продемонстрировала на чемпионате Европы по конькобежному спорту 2018 года, что проходил в российском городе Коломна. 7 января в Центре конькобежного спорта во время командной гонки среди женщин чешские конькобежки финишировали с результатом 3:19.72 (+20.39). В итоговом зачёте они заняли 5-е место.
На зимних Олимпийских играх 2018 года Никола Здрагалова дебютировала в забеге на 1000, 1500, 3000 м и масс-старте. 10 февраля 2018 года на Олимпийском Овале Каннына в забеге на 3000 м среди женщин она финишировала с результатом 4:11.36 (+12.15). В итоговом зачёте Здрагалова заняла 15-е место. 12 февраля 2018 года на Олимпийском Овале Каннына в забеге на 1500 м она финишировала с результатом 1:58.03 (+3.68), заняв 11-е место. 14 февраля 2018 года на Олимпийском Овале Каннына в забеге на 1000 м среди женщин она финишировала с результатом 1:16.43 (+2.87). В итоговом зачёте Здрагалова заняла 19-е место. 24 февраля 2018 года на Олимпийском Овале Каннына в масс-старте в финале она финишировала с результатом 1 очко. В итоговом зачёте Здрагалова заняла 8-е место.
После игр приняла участие на чемпионате мира в Амстердаме, где поднялась на 8-е место в многоборье. Следующие 4 года она провела на среднем уровне и на чемпионатах мира не поднималась выше 14 места.  В сезоне 2019/20 Никола стала серебряным призёром в многоборье на чемпионате Чехии. 
В феврале 2022 года Никола участвовала в зимних Олимпийских играх в Пекине и полностью разочаровала своим выступлением, заняв 18-е место на дистанции 3000 м, 21-е на 1500 м, 25-е на 500 м, 27-е на 1000 м, а в масс-старте не вышла на гонку из-за травмы во время тренировки.

## Личная жизнь
Никола Здрагалова обучалась в Среднеобразовательной гастрономической школе имени Адольфа Колпинга (чеш. Střední škola gastronomická Adolpha Kolpinga) по специальности — официант. Она увлекается едой, просмотром фильмов.